# 夢のひとつ
『夢のひとつ』（ゆめのひとつ）は、GARNET CROWの27枚目のシングル。2008年8月13日に発売された。

## 解説
シングルとしては前作「世界はまわると言うけれど」より9ヶ月というデビュー以来最長のインターバルを挟んでの発表となった。
本作のリリースに合わせ、公式サイトには本作の特設サイトが公開されていた。特設サイトでは、楽曲試聴やライナーノーツなどを公開していた。
また、デビュー8周年企画として、かつてスカイパーフェクTV!等のThe MUSIC 272で放送されたレギュラー番組『GARNET TIME』の復活版がインターネット配信限定で放送されていた。番組内では、「夢のひとつ」とカップリング収録曲「Love Lone Star」のPVをフルバージョンで公開していた。なお、カップリング曲のPVが制作されたのは今回が初めてである。番組は2008年9月8日まで特設サイトやGyaO、Yahoo!動画にて無料で視聴できた。

## 収録曲
1. 夢のひとつ
  - 作詞：AZUKI七 / 作曲：中村由利 / 編曲：古井弘人

テレビ東京系アニメ『ゴルゴ13』エンディングテーマ[1]
「風とRAINBOW／この手を伸ばせば」以来となるテレビ東京系アニメのタイアップとなった。また、同系列の深夜アニメのタイアップとしては2004年の「君を飾る花を咲かそう」以来4年2ヶ月振りである。
2. Love Lone Star
  - 作詞：AZUKI七 / 作曲：中村由利 / 編曲：古井弘人
3. 短い夏
  - 作詞：AZUKI七 / 作曲：中村由利 / 編曲：古井弘人
4. 夢のひとつ (Instrumental)

## 収録アルバム
夢のひとつ
- STAY 〜夜明けのSoul〜
- THE BEST History of GARNET CROW at the crest...
- THE ONE 〜ALL SINGLES BEST〜
- GARNET CROW BEST OF BALLADS（THE FINAL ver.）

Love Lone Star
- All Lovers
- GOODBYE LONELY 〜Bside collection〜

短い夏
- GOODBYE LONELY 〜Bside collection〜